# Fuchsia (banda)
Fuchsia es una banda de rock británica formada en 1970. Nombrado después de Fuchsia Groan lanzaron un álbum antes de disolverse. Su disco homónimo fue presentado como uno de los clásicos olvidados por la revista musical Mojo. Su estilo era similar a sus contemporáneos Jade y Comus.

## Formación
La banda estuvo formada en un principio por Tony Durant (guitarra acústica, guitarra eléctrica y voz principal), cuando era aún un estudiante de la Universidad de Exeter; Michael Day (bajo); Michael Gregory (batería, percusión). El trío pronto se expandió por Janet Rogers (violín y coros), Madeleine Bland (violonchelo, piano, armonio y coros) y Vanessa Hall-Smith (violín y coros) para que Durant pudiera explorar sus ideas musicales.
Producido por David Hitchcock, el álbum fue grabado en Sound Techniques Studios por Vic Gamm. Fue lanzado por Pegasus (PEG 8) en el Reino Unido y Kingdom (KV 6002) en Francia. Un solo anuncio en el Melody Maker y el fracaso de su encargado en arreglar una gira, dio lugar a ventas mínimas y a la desaparición de la banda. Durant fue a trabajar en Australia con Dave Warner y más tarde se enteró de la popularidad del álbum entre los coleccionistas y las reediciones piratas. Usando sus cintas maestras originales él remasterizó digitalmente el álbum en los estudios de Sound Practices Studios en Sídney que fue lanzado en CD (Night Wing NWRCD 02).

## Actividad reciente
En 2005, finalmente se reeditó oficialmente Fuchsia, Mahogonny & other gems en CD por Night Wing NWRCD 04. Esta edición contenía tres pistas adicionales de Fuchsia, dos hechas mientras que buscaban una nueva compañía de grabación después del primer álbum, y la tercera una grabación de un acetato. Otras ocho canciones de otros proyectos como Mahogonny, un espectáculo de teatro basado en las obras de Bertoldt Brecht y Kurt Weill, completaron el álbum.
En 2013 se editó Fuchsia II: From Psychedelia... To a Distant Place (Sound Practices 001) que ofrece una nueva banda ensamblada por Durant en Australia, compuesta por el mismo Durant (guitarras y voz), Lloyd Gyi (batería y percusión), Emily Duffill (violonchelo), Tracy Wan (violín), Lidia Bara (violín) y Jo Bara (violonchelo), con Suzy Toomey (acordeón) e Isabel Durant (coros). El álbum contenía principalmente material nuevo, aunque la canción "The Rainbow Song" incluía una reelaboración de "Shoes and Ships", del primer álbum grabado cuarenta y dos años antes. En el citado año también se editó el sencillo "The Band", una canción que fue escrita para un segundo álbum que nunca fue grabado antes que Fuchsia se disolviera en los años 70. En la edición de sencillo de 2013, "The Band" es interpretado por la banda sueca Me and My Kites (nombre de una canción del álbum debut Fuchsia) con Durant en voz.

## Discografía
- Fuchsia (1971)
- Fuchsia, Mahogonny & other gems (2005)
- Fuchsia II: From Psychedelia...To a Distant Place (2013)